# Czesław Śpiewa Miłosza
Czesław Śpiewa Miłosza – trzeci album studyjny zespołu polskiego wokalisty i muzyka Czesława Mozila – Czesław Śpiewa. Wydawnictwo ukazało się 7 listopada 2011 roku nakładem wytwórni muzycznej Mystic Production. Nagrania zadebiutowały na 16. miejscu zestawienia OLiS, zaś tydzień później dotarły do 9. miejsca.
Album otrzymał nominacje do Fryderyka 2012 w kategorii Album roku piosenka poetycka oraz Najlepsza oprawa graficzna albumu.

## Lista utworów
Opracowano na podstawie materiału źródłowego.
1. "Słońce" (sł. Czesław Miłosz, muz. Czesław Mozil) – 3:08
2. "A jednak" (sł. Czesław Miłosz, muz. Czesław Mozil) – 2:16
3. "Poeta" (sł. Czesław Miłosz, muz. Czesław Mozil) – 2:49
4. "Droga" (sł. Czesław Miłosz, muz. Czesław Mozil) – 2:07
5. "Do Laury" (sł. Czesław Miłosz, muz. Czesław Mozil) – 4:21
6. "Na ścięcie damy dworu" (sł. Czesław Miłosz, muz. Czesław Mozil) – 2:09
7. "Walc" (sł. Czesław Miłosz, muz. Czesław Mozil) – 2:50
8. "Do polityka" (sł. Czesław Miłosz, muz. Czesław Mozil) – 2:50
9. "One" (sł. Czesław Miłosz, muz. Czesław Mozil) – 1:05
10. "Postój zimowy" (sł. Czesław Miłosz, muz. Czesław Mozil) – 6:19

## Twórcy
Opracowano na podstawie materiału źródłowego.

- Czesław Mozil – aranżacje (1, 2, 3, 5, 6, 8, 9, 10), fortepian (6, 10), klawinet (1), produkcja muzyczna, wokal prowadzący
- Martin Bennebo Pedersen – akordeon (1, 3, 5, 8, 10), aranżacje (1, 3, 4, 5, 8, 10), fortepian (4, 8)
- Karen Duelund Mortensen – saksofon altowy (3, 5, 10), saksofon barytonowy (3), saksofon sopranowy (8)
- Agnieszka Grela – aranżacje (2, 4, 6, 9), harfa (2, 4, 6, 9, 10)
- Hans Find Møller – aranżacje (1, 3, 5, 6, 8, 10), banjo (1), gitara (1, 6), flet (4, 8), kontrabas (1, 3, 5, 8, 10)
- Jakob Munck Mortensen – aranżacje (2, 4, 6), wokal wspierający (9), puzon (8, 10), trąbka (2, 6, 8), tuba (2, 4, 8), róg (20)
- Linda Edsjö – aranżacje (1, 3, 5, 8, 10), instrumenty perkusyjne (1, 3, 5, 8), wibrafon (1, 3, 5, 8, 10)
- Marie Louise Von Bülow – aranżacje (4, 6, 9)
- Marie Key – wokal wspierający (9)
- Marie Luise Von Bülow – wokal wspierający (9), kontrabas (4, 6)
- Troels Drasbeck – perkusja (1, 2, 5), instrumenty perkusyjne (4)
- Trille Sejr – instrumenty perkusyjne (4)
- Paweł Zalewski – altówka (3, 5)
- Piotr Zalewski – altówka (3, 5)
- Agnieszka Obst – skrzypce (3, 5)
- Chór Krakowskich Kobiet (9)
- Aneta Todorczuk-Perchuć – gościnnie wokal (4, 5)
- Leszek Możdżer – gościnnie fortepian (7)
- Mikkel Gemzøe – mastering
- Jesper Andersen – miksowanie, produkcja muzyczna
- Jonas Jensen – miksowanie, produkcja muzyczna